# Fritz Jahoda
Fritz Jahoda (geboren 23. Mai 1909 in Wien, Österreich-Ungarn; gestorben 20. Dezember 2008 in Concord (Massachusetts)) war ein österreichisch-US-amerikanischer Pianist und Dirigent.

## Leben
Fritz Jahoda war das vierte Kind des Kaufmanns Karl Jahoda und der Betty Propst. Die Biologin Rosa Kürti und die Sozialforscherin Marie Jahoda waren seine Schwestern.
Jahoda studierte Musikwissenschaften an der Universität Wien und erhielt eine Klavierausbildung bei Eduard Steuermann und in Musiktheorie bei Josef Polnauer. Er war Leiter eines Chores der Sozialistischen Jugend und arbeitete musisch im Volksheim.
Von 1930 bis 1933 war er Dirigentenassistent an der Oper Düsseldorf und war auch Gastdirigent an der Oper Köln. Nach der Machtergreifung der Nationalsozialisten kehrte er nach Österreich zurück, wo er ab 1934 Dirigent und Chordirektor am Stadttheater Graz wurde. Er heiratete 1935 die Psychologin Hedwig Kramer (1911–1961). Nach dem Anschluss Österreichs emigrierten sie im Mai 1938 nach England, wo er zweimal als Vertreter Dirigate mit dem London Philharmonic Orchestra hatte. Im August 1939 gelang ihnen mit Hilfe des Komponisten Mark Brunswick die Einreise in die USA.
Jahoda unterrichtete 1939 Musik am College in Spartanburg, von 1940 bis 1946 am Sarah Lawrence College in Bronxville und von 1946 bis 1975 am City College of New York (CUNY), wo er auch das Hochschulorchester leitete. Auf Einladung der österreichischen Regierung trat er 1947 als Gastdirigent in der Wiener Staatsoper und in der Wiener Volksoper auf, wollte aber nicht zurückkehren.
Neben der Lehrtätigkeit war er als Solopianist, in einem Trio und anderen kammermusikalischen Besetzungen aktiv und trat als Dirigent in den USA und Europa auf. Er dirigierte unter anderem die amerikanischen Erstaufführungen von Arnold Schönbergs Kol Nidre op. 39, Gustav Mahlers Das Klagende Lied und Hector Berlioz’ Lélio.
Aus eigenen Notensammlungen gründeten er, Mary Gould und Marcia Chapman 1983 die Bagaduce Music Lending Library in Blue Hill, die ihn fortan in Anspruch nahm.